# 바이자얀티말라
바이자얀티말라(힌디어: वैजयन्ती माला, 영어: Vyjayanthimala, 1933년 8월 13일 ~ )는 인도의 배우, 바라트나트얌 댄서, 가수이다. 파드마 시리 서훈자이며, 필름페어상 여우주연상 3회(1958년, 1961년, 1964년) 수상자이다. 볼리우드 황금시대 남인도의 대표 여배우이다.

## 같이 보기
- 인도 영화 배우 목록